# Herman z Reichenau

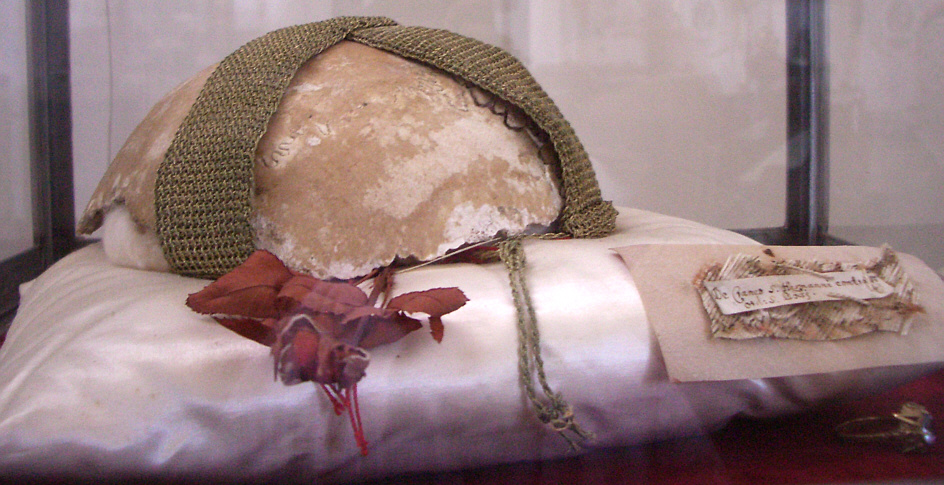
Relikwie Hermana z Reichenau w kościele zamku w Althausen

Herman z Reichenau lub Herman Kaleka, zwany również Hermanem Chromym, Hermanem Kulawym, Hermannusem Contractusem lub Herimannusem Augiensisem (ur. 18 lipca 1013 w Altshausen, w Szwabii, zm. 24 września 1054 w Reichenau) – duchowny katolicki oraz intelektualista: benedyktyński mnich związany z klasztorem Reichenau, astronom, matematyk, kompozytor, kronikarz i poeta, błogosławiony Kościoła katolickiego.

## Życie
Herman był synem hrabiego Wolfrada II z Althausen-Veringen. Niepełnosprawny prawdopodobnie od urodzenia, nie poruszał się samodzielnie, czytał i pisał z trudem
. Obdarzony wybitnym intelektem, w wieku siedmiu lat, został posłany na naukę do Berna, opata klasztoru Reichenau. W wieku 30 lat złożył śluby zakonne.
Herman interesował się historią, muzyką, matematyką oraz astronomią. Napisał kronikę historii świata od narodzin Jezusa Chrystusa do 1054, która jest jednym z głównych źródeł informacji na temat XI wieku.
Niektórzy przypisują mu wprowadzenie podziału godziny na minuty. Był jednym z wiodących badaczy zaangażowanych w upowszechnienie dzieł z zakresu matematyki i astronomii dostępnych wówczas jedynie w języku arabskim. Wprowadził do powszechnego użycia arabski termin almukantarat oznaczający równoległe do horyzontu koło małe na sferze niebieskiej.
Jest autorem wielu tekstów poetyckich oraz kompozycji muzycznych. Zmarł w 1054 i spoczął w rodzinnym grobowcu w Altshausen. 

## Prace

### Historia
- Chronicon – spośród wielu prac Hermana o tematyce historycznej na szczególną uwagę zasługuje napisana w języku łacińskim kronika obejmująca czas od narodzin Chrystusa do 1054. Po śmierci Hermana prace kronikarskie przejął jego uczeń Bertold z Reichenau.
- Gesta Chuoradi et Heinrici imperatorum – najprawdopodobniej nie zachowane do czasów obecnych

### Muzyka
- De musica – przedstawia wypracowany przez Hermana system nutowy.
- Sekwencje:
  - Sequentia de beata Maria virgine (kwestia autorstwa nie jest jednoznacznie rozstrzygnięta; dzieło to przypisuje się również Henrykowi, nauczycielowi Gottschalka; przetłumaczone na język niemiecki w XII w.)
  - Grates honos hierarchia
  - Rex regum Dei Agne
  - Benedictio trinae unitati (przypisywane)
  - Exurgat totus almiphonus (przypisywane)
- Antyfony:
  - Alma redemptoris mater oraz Salve Regina (przypisywane)
- Historie:
  - Afra-Officium, wyd. Brambach 1892

### Astronomia i matematyka
- Liber de mensura astrolabii – najprawdopodobniej autorstwa Gerberta von Aurillac, opracowana przez Hermana
- De utilitatibus astrolabii libri duo – pierwszy rozdział najprawdopodobniej autorstwa Hermana
- De mense lunari
- De horlogiorum compositione – fragment wyd. Oesch 1961
- Regulae in computum – podsumowanie na temat kościelnej rachuby czasu
- De conflictu arithmimachiae, wyd. Wappler, 1892
- Qualiter multiplicationes fiant in abaco, wyd. Treutelein, 1877
- De geometria – najprawdopodobniej nie zachowało się

### Poezja
- Carmen de octo vitiis principalibus – wiersz o ośmiu przywarach, skierowany do zakonnic (1722 wersy); wyd. Dümmler, 1867
- Versus pro epitaphio matris suae – jako zapis w kronice
- Martyrologium, wyd. Dümmler 1885

## Kult
Kult Hermana Kaleki, jako błogosławionego, zaaprobowano w 1836 roku.
Jego wspomnienie liturgiczne w Kościele katolickim obchodzone jest w dies natalis (24 września), niegdyś 25 września.